# El Estero
El Estero är en ort i Mexiko.   Den ligger i kommunen Boca del Río och delstaten Veracruz, i den sydöstra delen av landet, 300 km öster om huvudstaden Mexico City. El Estero ligger 8 meter över havet och antalet invånare är 102.
Terrängen runt El Estero är mycket platt. Havet är nära El Estero åt nordost. Runt El Estero är det mycket tätbefolkat, med 2 614 invånare per kvadratkilometer. Närmaste större samhälle är Veracruz, 10,5 km norr om El Estero. 